# Костенко Анна Дмитрівна
Костенко Анна Дмитрівна ( укр. Ганна Костенко ; рід. 27 липня 2002 року в Дніпрі ) — українська легкоатлетка, що спеціалізується на стрибках у довжину та потрійному стрибку . Багаторазова чемпіонка України у потрійному стрибку та чемпіонка України у стрибку у довжину. Учасниця багатьох дорослих Міжнародних стартів (у Польщі, Білорусі, Чехії, Румунії, Туреччині) Учасниця чемпіонатів Європи (Ю-20) в Естонії  Угорщини. Учасниця чемпіонату Світу (Ю-20) у Кенії . Особистий рекорд у стрибку - 5,88 м, у потрійному стрибку - 13,23 м.

## Біографія
У 2008 році першим видом спорту для Ані стало фігурне катання .  2010 року перейшла на секцію баскетболу, де була 3 разовою чемпіонкою України серед однолітків. Займалася стріляниною, боксом, а у 2015 році вирішила спробувати себе у легкій атлетиці, у п'ятиборстві. Серед усіх видів виходили всі, але особливо сильними були стрибки (висотою, довжиною) і біг з бар'єрами. У 2017 переїхала до Києва і почала займатися там, перейшовши суто на потрійний стрибок та стрибки у довжину.